# Rajamangala University of Technology Thanyaburi Stadium
Das Rajamangala University of Technology Thanyaburi Stadium (Thai: สนามสมหาวิทยาลัยเทคโนโลยีราชมงคลธัญบุรี) ist ein Fußballstadion mit Leichtathletikanlage auf dem Gelände der Technischen Universität Rajamangala Thanyaburi in der thailändischen Provinz Pathum Thani. Es war von 2020 bis 2021 die Heimspielstätte des Fußballvereins Kanjanapat FC, der in der Thai League 3, der dritthöchsten Liga des Landes, spielte. Das Stadion hat ein Fassungsvermögen von 2000 Personen. Auf dem Campus der Universität gibt es noch ein weiteres Stadion, das Queen Sirikit 60th Anniversary Stadium.